# Mala (subprefektur)
Mala är en subprefektur i Centralafrikanska republiken.   Den ligger i prefekturen Préfecture de la Kémo, i den centrala delen av landet, 240 km nordost om huvudstaden Bangui.
I omgivningarna runt Mala växer huvudsakligen savannskog. Runt Mala är det glesbefolkat, med 9 invånare per kvadratkilometer.